# Горка (Волокское сельское поселение)
Горка — деревня в Боровичском муниципальном районе Новгородской области, относится к Волокскому сельскому поселению.
Деревня находится в 3 км к северо-западу от административного центра поселения — деревни Волок, на правом берегу Рузамицы (приток реки Щука), близ её устья, в километре к северо-востоку от автодороги Волок — Зарубино.

## История
В 1918 году деревня деревня относилась к Волокской волости Боровичского уезда Новгородской губернии. Население деревни Горка в 1920 году — 132 человека. Затем, с августа 1927 года, деревня в составе Тепецкого сельсовета новообразованного Боровичского района новообразованного Боровичского округа в составе переименованной из Северо-Западной в Ленинградскую области. В ноябре 1928 года Тепецкий сельсовет был упразднён, а деревня вошла в состав Волокского сельсовета. По постановлению ЦИК и СНК СССР от 23 июля 1930 года Боровичский округ был упразднён, а район перешёл в прямое подчинение Леноблисполкому. В 1942 году жители деревни Горка работали в колхозе «Красный октябрь». Указом Президиума Верховного Совета СССР от 5 июля 1944 года была образована Новгородская область и Боровичский район вошёл в её состав.
Во время неудавшейся всесоюзной реформы по делению на сельские и промышленные районы и парторганизации, в соответствии с решениями ноябрьского (1962 года) пленума ЦК КПСС «о перестройке партийного руководства народным хозяйством» с 10 декабря 1962 года и сельсовет и деревня вошли в крупный Боровичский сельский район, а 1 февраля 1963 года административный Боровичский район был упразднён, но пленум ЦК КПСС, состоявшийся 16 ноября 1964 года, восстановил прежний принцип партийного руководства народным хозяйством, после чего Указом Верховного Совета РСФСР от 12 января 1965 года сельские районы были преобразованы вновь в административные районы и решением Новгородского облисполкома от 12 января 1965 года и Волокский сельсовет и деревня вновь в Боровичском районе.
После прекращения деятельности Волокского сельского Совета в начале 1990-х стала действовать Администрация Волокского сельсовета, которая была упразднена с 1 января 2006 года на основании постановления Администрации города Боровичи и Боровичского района от 18 октября 2005 года и деревня Горка, по результатам муниципальной реформы входит в состав муниципального образования — Волокское сельское поселение Боровичского муниципального района (местное самоуправление), по административно-территориальному устройству подчинена администрации Волокского сельского поселения Боровичского района.

## Население
| 1989 | 2002 | 2006 | 2008 | 2009 | 2010 |
| ---- | ---- | ---- | ---- | ---- | ---- |
| 15   | ↘8   | ↗12  | ↘6   | ↗8   | ↘5   |

По переписи населения 2002 года, в деревне Горка проживали 8 человек (все русские)